# José Lacerda Guimarães
José Lacerda Guimarães, segundo barão de Arari, (Atibaia, ? – ?, ?-Caxambu 12-10-1897) foi um fazendeiro brasileiro, com propriedades na região de Limeira, tendo sido o fundador do núcleo urbano de Araras juntamente com seu irmão, Bento de Lacerda Guimarães, barão de Araras.
Filho do proprietário rural Antônio Correia de Lacerda Guimarães e de Maria Franco. Casou-se em primeiras núpcias com sua prima Clara Franco de Camargo, com a qual teve nove filhos, e em segundas com sua sobrinha Maria Dalmácia de Lacerda Guimarães, filha de seu irmão, o barão de Araras, com a qual teve cinco filhos.
São suas netas a socialite Carmen Therezinha Solbiati Mayrink Veiga e a irmã, Nerina Roseli Canto Solbiati.

## Títulos nobiliárquicos e honrarias
2.º barão de Arari
Título conferido por decreto imperial em 7 de maio de 1887. Em tupi significa rio dos papagaios.

## Observação
↑  Originalmente, o título grafava-se barão do Arary. Em conformidade com as normas ortográficas atualmente vigentes para a língua portuguesa, todavia, teve sua grafia atualizada, substituindo-se o "y" pelo "i".